# Дакрифілія
Дакріфілія (також відома як дакрилагія) — форма парафілії, при якій людину збуджують сльози або ридання .  
Термін походить від грецьких слів dacry-, що означає «сльози», і philia що означає «любов».
Досліджень дакрифілії було проведено небагато, кілька часто виконувались онлайн, часто з невеликими розмірами вибірки. У одному опитуванні  2014 року з восьми осіб із дакрифілією троє також займалися БДСМ. Ця парафілія також може виникати у тих, хто не вважає себе або домінантним, або підкореним і керується співчуттям. Зацікавленість може виникати, коли їхній партнер плаче під час перегляду фільму або відзначається нормальною емоційною вразливістю та глибоким почуттям кохання, що може змусити партнера плакати під час статевого акту.